# Pierre Seel

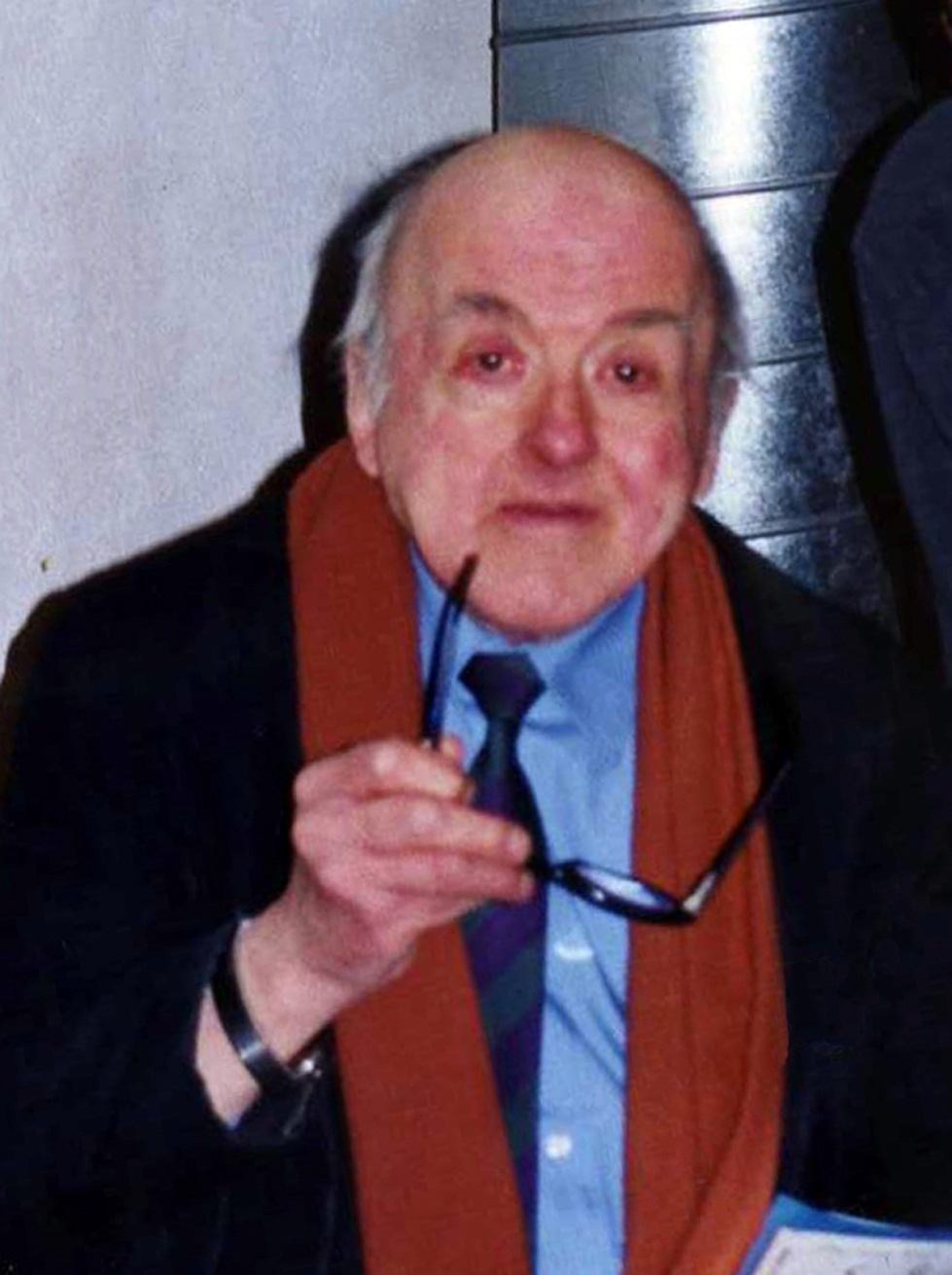
Pierre Seel (2000 in Berlin)

Pierre Seel (* 16. August 1923 in Haguenau; † 25. November 2005 in Toulouse) war ein französischer KZ-Überlebender.

## Leben
Seel wuchs in Mülhausen im Elsass in einer bürgerlichen Familie auf. Mit 16 Jahren war er sich bewusst, homosexuell zu sein, und besuchte auch die Klappe am Square Steinbach. Als ihm dort eine Uhr gestohlen wurde, erstattete er bei der Polizei Anzeige. Dabei gab Seel den Besuch der Klappe offen zu, da homosexuelle Handlungen in Frankreich seit 1792 nicht mehr unter Strafe standen. Er landete damit in der Schwulenkartei (Rosa Liste) der französischen Polizei. Nach dem Westfeldzug lag die Stadt im annektierten Gebiet und stand somit direkt unter deutscher Verwaltung. Die Deutschen begannen, die französischen Akten aufzuarbeiten und so wurde er wegen der damaligen Anzeige im Mai 1941 mit anderen Homosexuellen verhaftet und zuerst im Gefängnis von Mülhausen eingesperrt.
Bald darauf wurde Seel ins Sicherungslager Schirmeck-Vorbruck überstellt. Aufgabe war es, das KZ Natzweiler-Struthof zu bauen. Im Lager hatte er Hunger, Schläge, Folter, Erniedrigung, Krankheit und Schmutz zu ertragen. Lagerkommandant Karl Buck ließ den ganzen Tag klassische Musik über Lautsprecher spielen, was bei Seel bewirkte, dass er noch jahrzehntelang keine Musik von Wagner, Beethoven und Bach ertragen konnte. Das für ihn schlimmste Erlebnis ereignete sich in den ersten Wochen, als alle Gefangenen am Appellplatz antreten mussten, zwei SS-Männer einen jungen Burschen herbeischleppten, ihn nackt auszogen und einen Blecheimer über den Kopf stülpten. Seel erkannte seinen 18-jährigen Freund Jo, den er davor noch nie im Lager gesehen hatte. Die SS-Leute hetzten schließlich ihre Schäferhunde auf Jo und alle mussten mit ansehen, wie diese ihn bei lebendigem Leib zerfleischten und auffraßen. Dies ließ auch Seel zu „diesem gehorsamen und schweigsamen Schatten“ im Lager werden und die Albträume darüber begleiten ihn sein Leben lang. Nachdem ihm eingeschärft worden war, dass er sofort wieder inhaftiert werden würde, wenn er jemandem etwas über das in Schirmeck-Vorbruck Gesehene und Erlebte erzählen würde, wurde er im November 1941 entlassen. Nach seiner Rückkehr zur Familie galt das stillschweigend vom Vater verhängte Tabu, über diese Zeit zu sprechen.
Im Frühjahr 1942 wurde er zum Reichsarbeitsdienst eingezogen, der als Vorbereitung auf den Militärdienst diente. Ab August 1942 wurden die männlichen Bewohner von Elsaß-Lothringen zur Wehrmacht eingezogen. Dies galt auch für Seel und im Oktober 1942 wurde er zuerst nach Kroatien verlegt, um gegen die Titopartisanen zu kämpfen. Später ging es nach Berlin, Pommern und dann wieder auf den Balkan. Dort arbeitete er in den Zügen zwischen Belgrad und Saloniki als Geldwechsler der Reichsbank und tauschte den auf Heimaturlaub fahrenden oder wieder zurückkehrenden Soldaten Drachmen gegen Reichsmark und umgekehrt. Im zweiten Halbjahr 1944 wurde er mit einer neuen Kompanie an die Ostfront zur Weichsel verlegt. Bevor er dort in sowjetische Gefangenschaft kam, konnte er sich noch seiner Uniform entledigen und gab sich als entkommener französischer Lagerhäftling aus.
Als 1945 einer der sowjetischen Kommandanten erschossen wurde, sollten Verdächtige zur Abschreckung hingerichtet werden. Auch Seel war unter ihnen, sang jedoch im letzten Moment mit Mut und aus Verzweiflung Die Internationale und wurde am Leben gelassen. Später wurde er nach Odessa verlegt und den westlichen Alliierten übergeben. Er sollte per Schiff nach Marseille repatriiert werden, musste jedoch seinen Platz im letzten Moment Frauen überlassen. Das Schiff fuhr später in den Dardanellen auf eine Mine; es gab keine Überlebenden. Für Seel ging es auf dem Landweg in Viehwaggons über Rumänien, Polen und Deutschland zurück nach Frankreich. Er kam dort im August 1945 an und überraschte seine Familie, die ihn wegen des Schiffsunglücks für tot gehalten hatte. Von der neuen französischen Verwaltung wurden alle zurückgekehrten Elsässer und Lothringer genau unter die Lupe genommen, um zu verhindern, dass Kollaborateure oder mit falscher Identität ausgestattete Deutsche durchs Netz gingen.
Die Jahre nach den Kriegswirrnissen nennt Seel in seinem Buch „Jahre der Scham“. Das von seinem Vater verhängte Tabu war noch immer aufrecht und Seel stellte auch keinen Antrag auf Entschädigung, da der einzige Grund für seine Inhaftierung und Zwangsverpflichtung an die Front seine Homosexualität gewesen war. Nicht zuletzt durch den Druck der Familie zwang er sich zu einem „normalen heterosexuellen“ Leben, heiratete, zeugte drei Kinder und unterdrückte, so gut es ging, seine Homosexualität. 1968 zog er mit seiner Familie nach Toulouse.
Im Mai 1981 organisierte die französische Schwulenzeitschrift Masques, welche in ihrem Verlag gerade die französische Übersetzung des Buches Die Männer mit dem rosa Winkel des Österreichers „Heinz Heger“ von 1972 herausgebracht hatte, in Toulouse eine Diskussion über die Deportation und Verfolgung Homosexueller in der Nazi-Zeit. Pierre Seel besuchte mit 58 Jahren diese Veranstaltung; als aus dem Buch vorgelesen wurde, erkannte er sich darin wieder. Er unterdrückte die Versuchung, sich sofort zu äußern, und gab sich erst nach der Veranstaltung gegenüber Jean-Pierre Joecker, einem Mitarbeiter von Masques, als homosexueller Deportierter zu erkennen. Seel war damit der erste bekannte homosexuelle KZ-Überlebende aus dem Elsass. Nach solchen Zeitzeugen war schon länger gesucht worden; nach Drängen von Joecker gewährte er für das Sonderheft über das Theaterstück Bent von Martin Sherman erstmals ein anonymes Interview.
Im April 1982 veranlasste der Straßburger Bischof Léon Arthur Elchinger, dass die IGA-Europatagung (heute International Lesbian, Gay, Bisexual, Trans and Intersex Association – ILGA) vier Tage vor Beginn aus dem angemieteten Heim des jungen christlichen Arbeiters „aus sittlichen Gründen“ ausquartiert wurde. Der Bischof erklärte außerdem: „Ich betrachte Homosexualität als Krankheit. Ich respektiere die Homosexuellen, wie ich die Kranken respektiere. Aber wenn sie ihre Krankheit in Gesundheit verwandeln wollen, dann kann ich nicht mehr zustimmen.“ Diese Aussage machte Pierre Seel so wütend, dass er nicht nur dem Bischof einen offenen Brief schrieb, sondern auch beschloss, selbst an die Öffentlichkeit zu gehen. Verbunden damit war auch, seiner Frau und den Kindern die Wahrheit zu sagen. Sie reichte darauf die Scheidung ein.
In der Folge widmete er sich bis zu seinem Tod dem politischen Kampf um die Anerkennung der wegen ihrer Homosexualität Deportierten. In Medien und bei Veranstaltungen trat er als Zeitzeuge auf, um über die NS-Verfolgung der Homosexuellen aufzuklären. In Frankreich hatte dies in erster Linie die „heim ins Reich“ geholten Bewohner von Elsass-Lothringen betroffen, da unter dem Vichy-Regime Homosexualität unter Erwachsenen nie verboten wurde. (→ Homosexualität in Frankreich) Als er das erste Mal versuchte, als Deportierter anerkannt zu werden, wurde er von der zuständigen Behörde nach Bekanntwerden seines Verhaftungsgrundes wieder weggeschickt. 1989 besuchte er erstmals wieder Schirmeck, wo heute eine Siedlung mit Einfamilienhäusern steht und nur mehr eine Gedenktafel an den Ort des Schreckens erinnert. In Struthof sind einige Baracken als Mahnmal erhalten, auch das Krematorium, an dem er mitbauen musste. Die Reste des Lagers sind heute eine Gedenkstätte. In seinem Buch berichtet Seel auch über unerfreuliche Zwischenfälle, die die französische Schwulenbewegung bei offiziellen Gedenkfeiern für die Deportierten und Opfer des Nazi-Regimes erlebte. Sie waren von Vertretern der Deportiertenverbände beschimpft und daran gehindert worden, Kränze bei Denkmälern niederzulegen. In Besançon riefen 1989 einige Teilnehmer einer Gedenkfeier den Schwulen, welche einen Kranz niederlegen wollten, sogar zu: „In den Ofen mit den Schwulen! Für euch müsste man die Öfen wieder in Betrieb nehmen!“
Anfang der 1990er Jahre versuchte er wieder eine Anerkennung als Verfolgter und Deportierter des Nazi-Regimes zu erhalten. Der Bürgermeister von Mülhausen unterstützte ihn dabei, stellte 1990 in der Nationalversammlung eine diesbezügliche schriftliche Anfrage an den für die anciens combattants et victimes de guerre („Widerstandskämpfer und Kriegsopfer“) zuständigen Staatssekretär. Dieser erklärte nun, dass selbstverständlich auch die homosexuellen Opfer der Deportation in den Genuss der für die aus politischen Gründen Deportierten gesetzlich vorgesehenen Entschädigungsleistungen kommen können, falls sie die vorgeschriebenen Voraussetzungen erfüllten. War es nach dem Krieg für die Betroffenen relativ leicht gewesen, die erforderlichen Dokumente und Augenzeugen beizubringen, so bereitete dies 45 Jahre später einige Schwierigkeiten. Vier Jahre dauerte es, bis er alle Amtswege erfolgreich abschließen konnte und er 1994, einige Monate nach Erscheinen seines Buches, als Deportierter offiziell anerkannt wurde.
Gemeinsam mit Jean Le Bitoux, einem Redakteur der französischen schwulen Wochenzeitung Gai pied hebdo, schrieb er seine Erinnerungen nieder. Seine Autobiografie Moi, Pierre Seel, déporté homosexuel erschien 1994 und fand weltweite Beachtung. Die deutsche Übersetzung Ich, Pierre Seel, deportiert und vergessen erschien 1996. Seel trat auch als Zeitzeuge im 2000 erschienenen Dokumentarfilm Paragraph 175 auf. Die 2006 erschienene Dokumentation Amants des hommes von Isabelle Darmengeat greift auf Teile aus Seels Autobiografie zurück.
Im Juni 1996, kurz bevor seine übersetzte Autobiografie erschien, war Österreich das erste deutschsprachige Land, welches er nach dem Krieg besuchte. Ein Anliegen war ihm der Besuch des KZ Mauthausen und des weltweit ersten Gedenksteins für homosexuelle Verfolgte der NS-Zeit, welcher dort 1984 installiert worden war. Auch dem Grab des 1994 verstorbenen Josef Kohouts am Baumgartner Friedhof stattete er aus Dankbarkeit einen Besuch ab, war doch das Buch von Heinz Heger auf Basis von Kohouts Leben der Auslöser für das Coming-out als Schwuler und NS-Opfer gewesen. Durch Vermittlung der HOSI Wien, wo er am Abend auch über seine Erlebnisse berichtete, lernte er am Grab auch dessen Lebensgefährten kennen. Im Jahre 1997 sprach Seel bei der Einweihung des Denkmals am Nollendorfplatz in Berlin. Im Februar 2000 war er erneut in Berlin für die Deutschland-Premiere des Paragraph 175, wo er mit Standing Ovations gefeiert wurde. Zur Österreich-Premiere des gleichen Films beim Identities-Filmfestivals im Rahmen des Europride 2001 besuchte er wieder Wien und sprach bei einer Podiumsdiskussion in der Wiener Secession.
Die Strapazen der Wien-Reise 2001 machten ihm klar, dass er seine Vortragstätigkeit in Hinkunft einschränken müsse. Am 21. September 2001 war auch er durch die große Explosion einer Chemiefabrik in Toulouse betroffen. Er zählte monatelang zu den „sans-fenêtres“, den „Fensterlosen“, wie die Betroffenen in Anlehnung an die „sans-abri“, die Obdachlosen, genannt wurden, und konnte während dieser Zeit nur einen Teil seiner kleinen Gemeindewohnung bewohnen. Anfang 2005 musste sich Seel einer Krebsoperation unterziehen, von der er sich nicht mehr erholte. Gepflegt und betreut hat ihn in den letzten Jahren sein langjähriger Gefährte Éric Feliu. Im November starb Seel im 83. Lebensjahr. Am 28. November wurde er auf dem Dorffriedhof von Bram, in der Nähe von Carcassonne, bestattet.

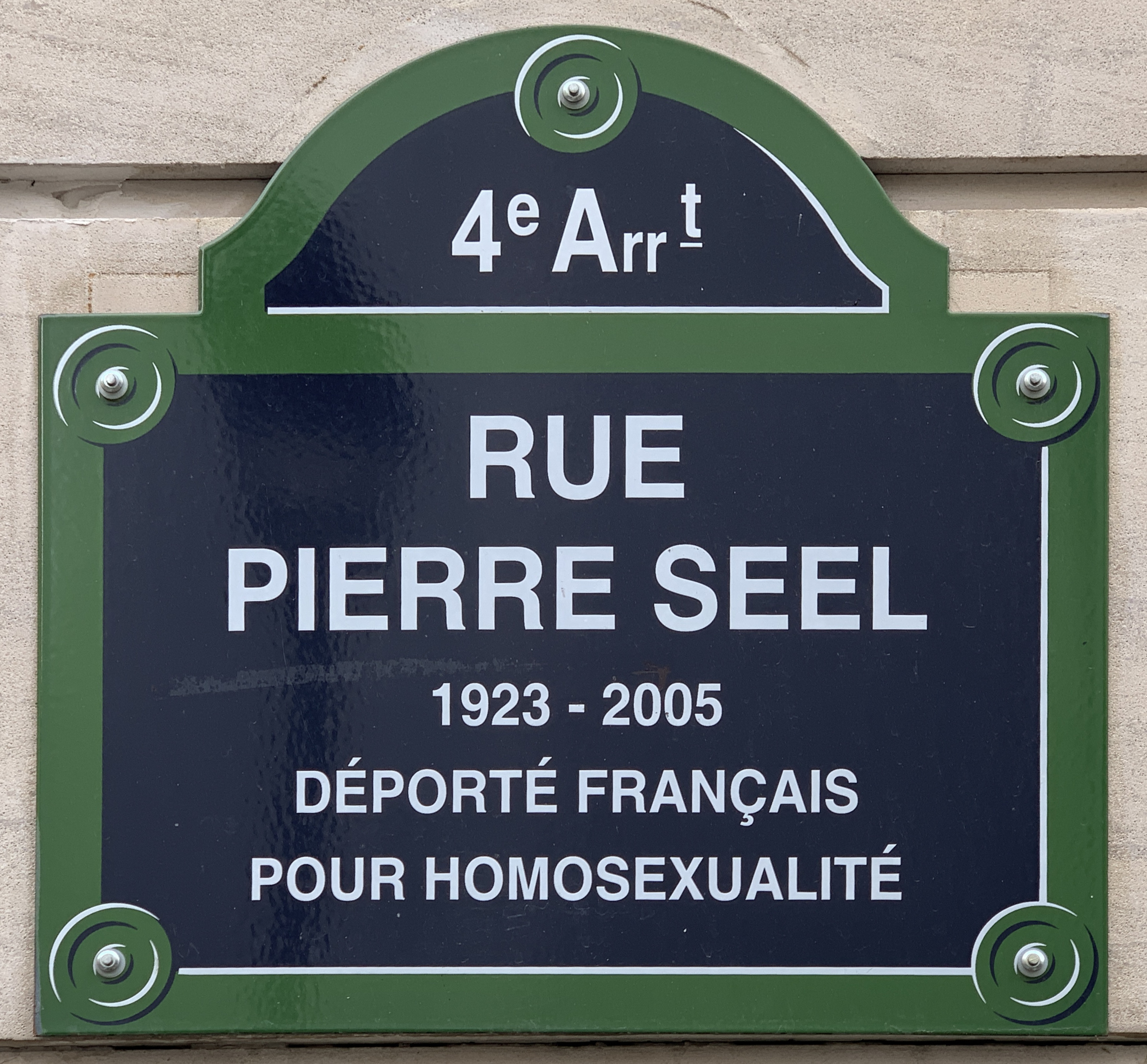
Pierre-Seel-Straße, Paris, Frankreich.

## Nachruf
In Toulouse wurde 2008 auf Betreiben der Initiative Mémorial de la Déportation Homosexuelle eine Straße nach Pierre Seel benannt. Das Straßenschild wurde am 23. Februar 2008 vor nahezu 200 Gästen eingeweiht. Die französischen Medien wiesen darauf hin, dass weder der langjährige Gefährte Seels noch seine Söhne oder sein Biograph zur Zeremonie eingeladen wurden.

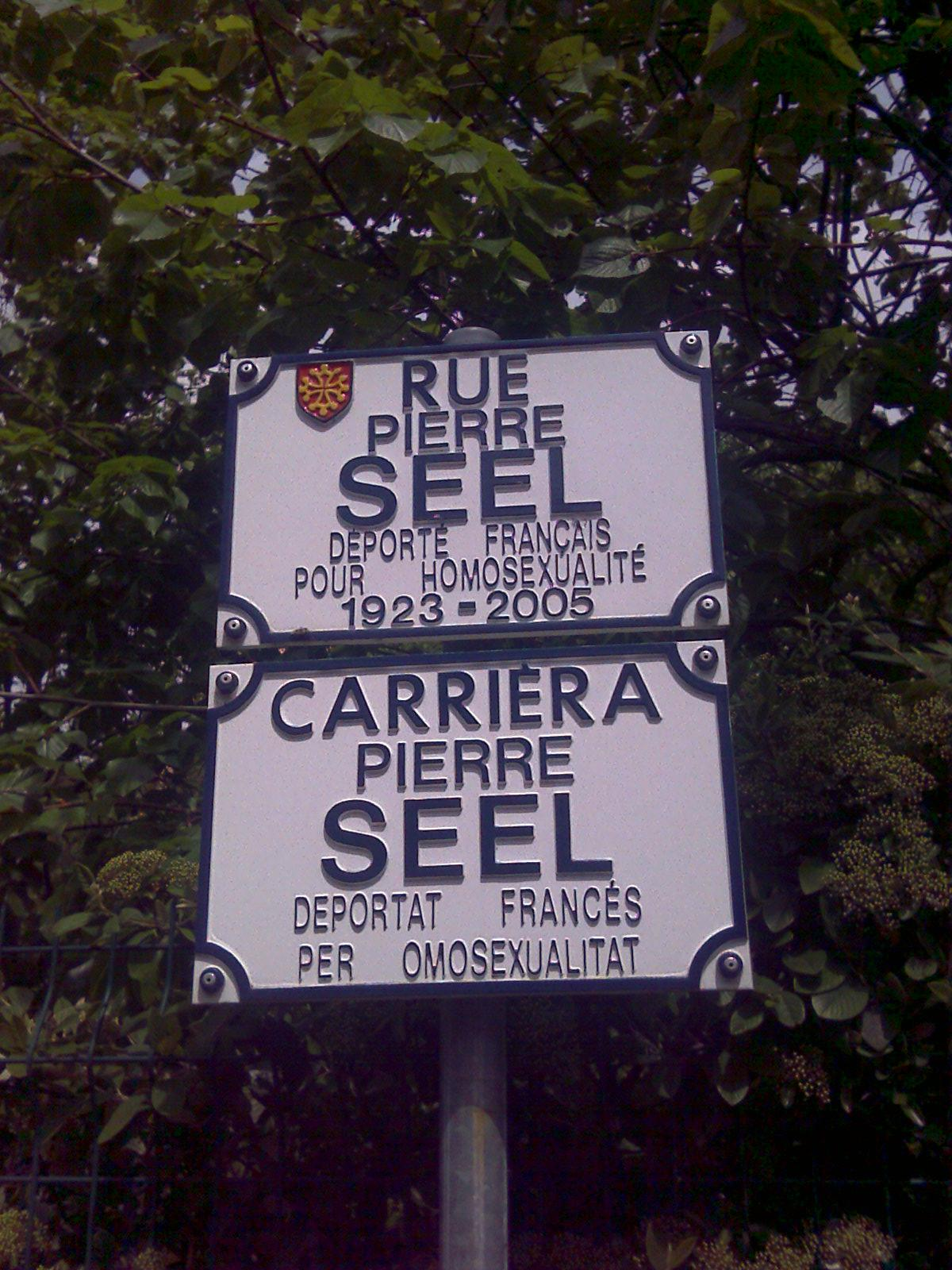
Die Schilder der Pierre-Seel-Straße in Toulouse
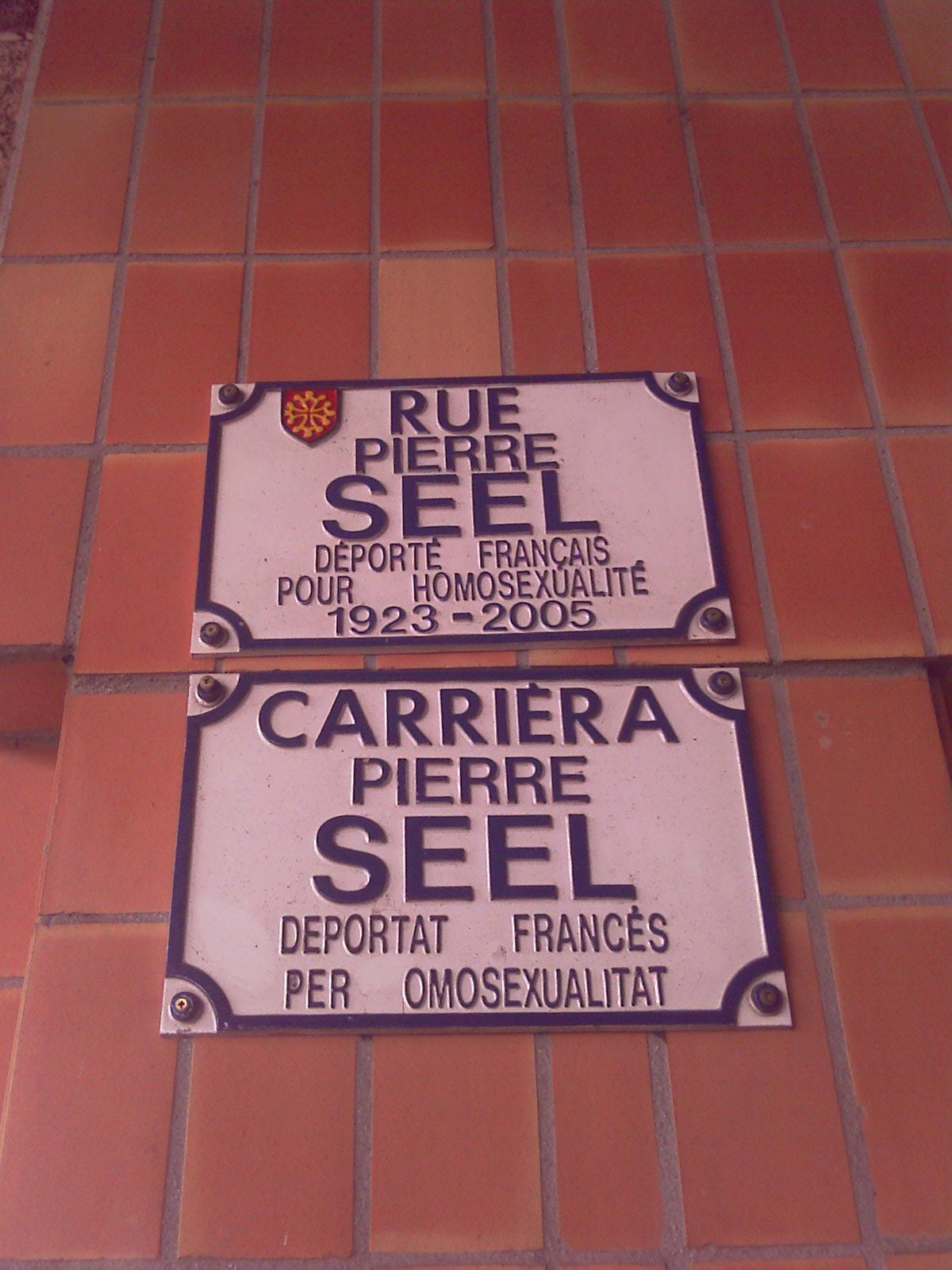
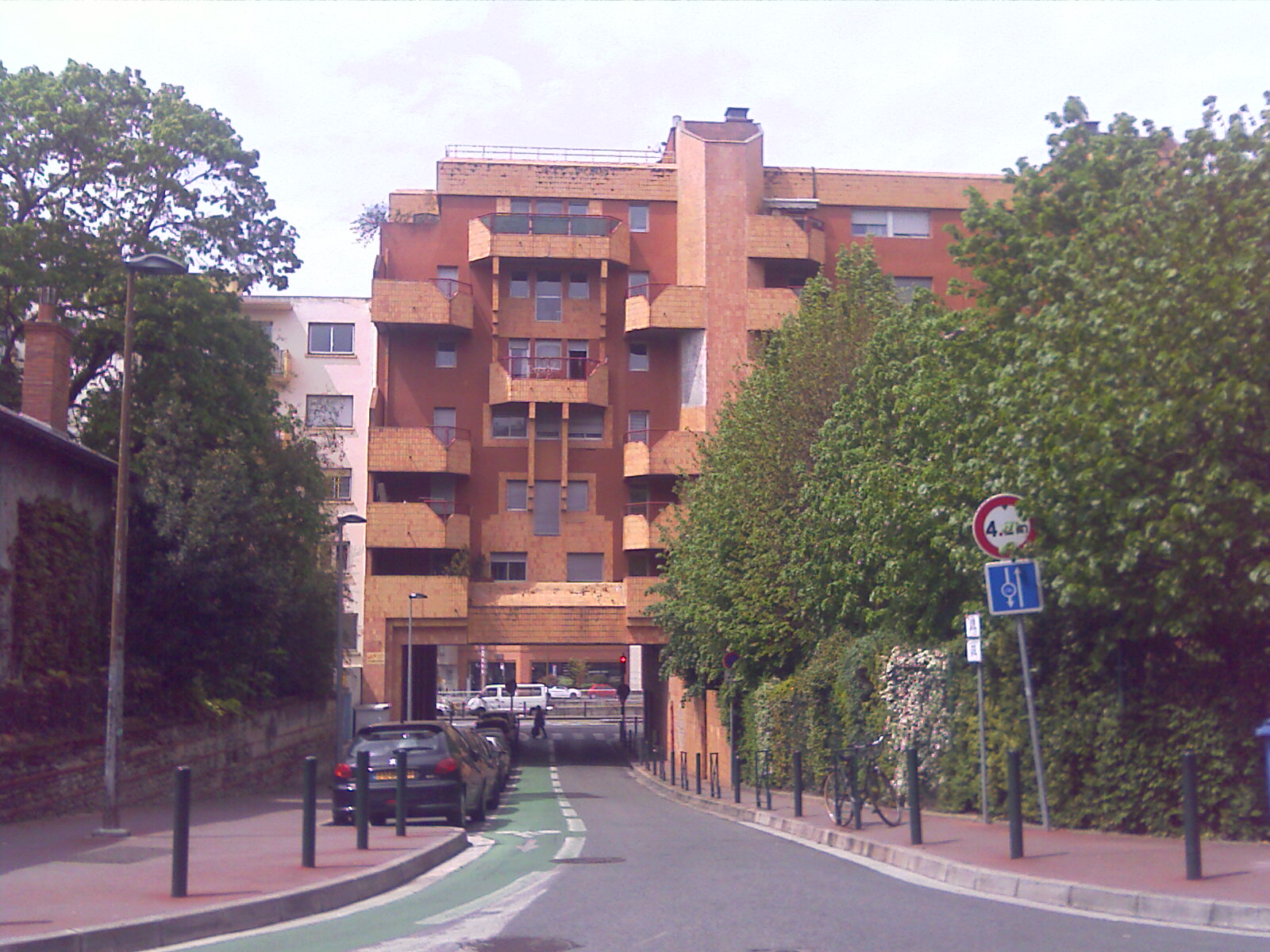
Die Pierre-Seel-Straße in Toulouse
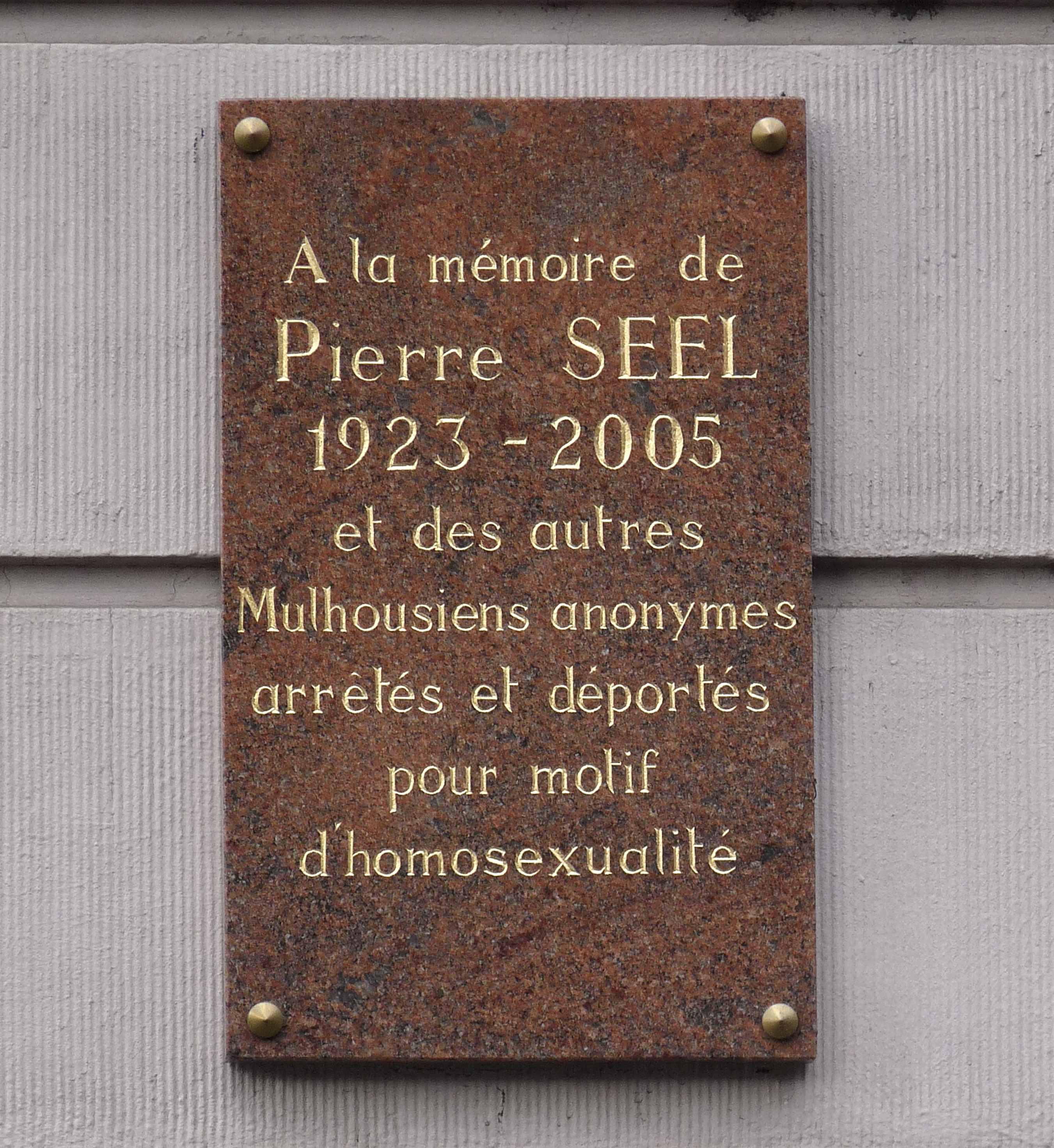
Erinnerungstafel am Mülhauser Stadttheater

In Paris wurde 2019 eine Straße im Marais-Viertel nach Pierre Seel benannt. Der Conseil de Paris und der Gemeinderat des 4. Arrondissements beschlossen einstimmig, dem Teil der Rue Ferdinand-Duval, der zwischen der Rue du Roi-de-Sicile und der Rue de Rivoli liegt, den Namen « Rue Pierre-Seel » zu geben. Die Straße wurde am 19. Juni 2019 eingeweiht.

## Schriften
- Moi, Pierre Seel, déporté homosexuel. Calmann-Lévy, Paris 1994, ISBN 2-7021-2277-9.
- Ich, Pierre Seel, deportiert und vergessen. Jackwerth, Köln 2002, ISBN 3-932117-20-4 (deutsche Übersetzung).
- Liberation Was for Others. Memoirs of a Gay Survivor of the Nazi Holocaust. Da Capo, New York 1997, ISBN 0-306-80756-4 (englische Übersetzung).
- mit Hervé Joseph Lebrun: De Pierre et de Seel, entretiens (2000). Create Space, 2005, ISBN 1-4348-3696-7.